# Хассентойфель, Ганс
Ганс Хассентойфель, также Хассентейфель (нем. Hans Hassenteufel, 27 января 1887, Гамбург — 15 августа 1943, Мюнхен) — немецкий художник-портретист, специализировавшийся в жанре ню.

## Жизнь и работа

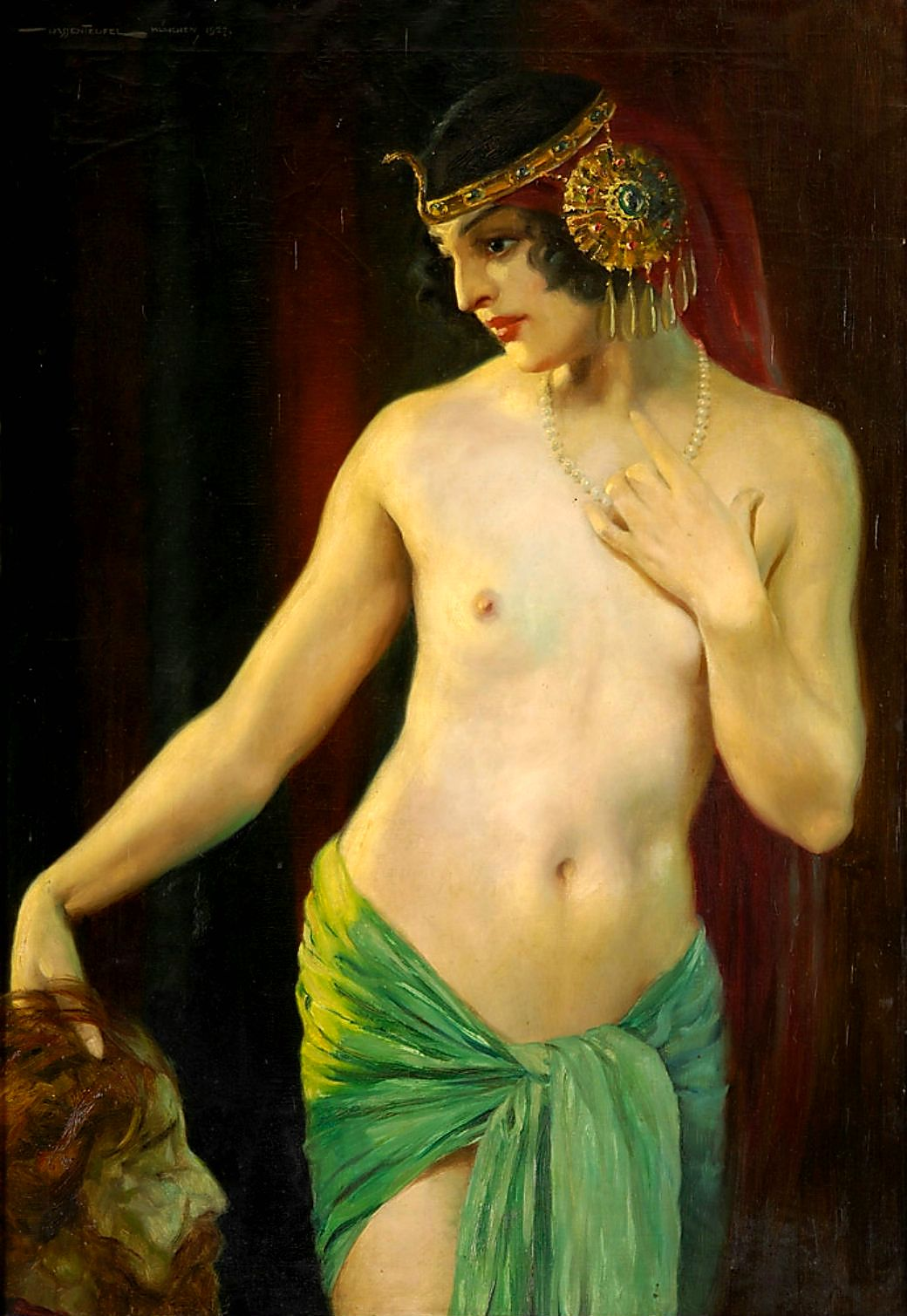
Саломея

Брал частные уроки у Рудольфа Якоба Целлера в Гамбурге, затем учился в частной школе живописи и рисования в Мюнхене под управлением Вальтера Тора; затем в Академии изящных искусств в Мюнхене, где его главными наставниками были Петер Хальм и Франц фон Штук.
Он оставался в Мюнхене на протяжении всей своей последующей карьеры, создав огромное количество женских портретов, многие из которых выполнены в стиле ориентализма; иногда писал пейзажи и натюрморты. Многие его работы были опубликованы в виде открыток.